# Reimpresión
Una reimpresión es una reedición de capítulos de revistas, libros u otras  publicaciones. Normalmente conserva la numeración de la obra original, y se entrega al autor.

## Reimpresiones
- Autorales
- Comerciales

### Tipos por contenido
- Originales
- Modificaciones
- Traducciones
- Electrónicas

### Editoriales
En editoriales, si se trata de una modificación de una versión precedente, comúnmente se le denomina «nueva edición».

### Juegos de cartas coleccionables
En los juegos de cartas coleccionables, una reimpresión es una carta carta publicada en una serie previa que se vuelve a publicar en una nueva colección. A menudo pueden cambiar los dibujos o, en caso de erratas previas, se puede actualizar el texto.

### Historietas
Los editores reimprimen historietas clásicas de años o inclusive decenios precedentes, a menudo reelaborando el diseño con técnicas modernas. Las muy exitosas pueden ser publicadas una segunda o más veces.